# Лема Шура
Лема Шура — твердження, що є одним з основних при побудові теорії представлень груп.

## Формулювання леми
Представлення групи {\displaystyle G} автоморфізмами деякого векторного простору {\displaystyle GL(V)} {\displaystyle \sigma :G\to GL(V)} називається незвідним, якщо не існує ніякого інваріантного щодо {\displaystyle \sigma } підпростору за винятком нульового підпростору і самого {\displaystyle V}.
Лема Шура: Нехай {\displaystyle f} — лінійне відображення векторних просторів {\displaystyle f:V_{1}\to V_{2}} над деяким полем {\displaystyle K} таке, що існують два незвідні представлення {\displaystyle \sigma :G\to GL(V_{1})} і {\displaystyle \tau :G\to GL(V_{2})}, такі, що {\displaystyle \tau _{g}f=f\sigma _{g}} для всіх {\displaystyle g}. тоді:
1. Відображення {\displaystyle f} є або ізоморфізмом або нульовим відображенням.
2. Якщо {\displaystyle V_{1}=V_{2}} є скінченновимірними над алгебраїчно замкнутим полем {\displaystyle K} і {\displaystyle \sigma =\tau }, то {\displaystyle f} є множенням на певний елемент поля {\displaystyle f:x\to \lambda x}.

Також лемою Шура називають твердження з теорії модулів, пов'язане з попереднім: Нехай {\displaystyle E} і {\displaystyle F} модулі над кільцем {\displaystyle R}, які є простими (тобто не мають підмодулів, відмінних від нульового і самого себе). Тоді будь-який гомоморфізм {\displaystyle f:E\rightarrow F} є або нульовим, або ізоморфізмом на {\displaystyle F}. Зокрема якщо {\displaystyle E=F} то довільний ненульовий ендоморфізм модуля {\displaystyle E} є автоморфізмом і тому має обернений автоморфізм. Іншими словами кільце {\displaystyle \operatorname {End} _{R}(E)} (кільце {\displaystyle R}-лінійних ендоморфізмів модуля {\displaystyle E}) є тілом.

## Доведення
Доведемо спершу твердження для модулів, а потім на його основі і лему Шура для представлень груп.
Справді, так як {\displaystyle \mathrm {Ker} \,f} і {\displaystyle \mathrm {Im} \,f} є підмодулями, то якщо {\displaystyle f} є ненульовим гомоморфізмом, маємо {\displaystyle \mathrm {Ker} \,f=0}, а {\displaystyle \mathrm {Im} \,f=F}, тобто {\displaystyle f} — ізоморфізм на весь модуль {\displaystyle F}.
Тепер визначимо групове кільце {\displaystyle K[G]}. Елементами цього кільця будуть лінійні комбінації {\displaystyle k_{1}g_{1}+k_{2}g_{2}+...+k_{n}g_{n}}. Множення визначається {\displaystyle (k_{1}g_{1})(k_{2}g_{2})=(k_{1}k_{2})(g_{1}g_{2})} і далі по лінійності. Ясно, що {\displaystyle K[G]} кільце. На просторі {\displaystyle V_{1}} визначимо множення елемента з {\displaystyle K[G]} на елемент {\displaystyle x\in V_{1}}: {\displaystyle (k_{1}g_{1}+k_{2}g_{2}+...+k_{n}g_{n})x=k_{1}\sigma _{g_{1}}x+k_{2}\sigma _{g_{2}}x+...+k_{n}\sigma _{g_{n}}x}.
Тим самим ми перетворюємо {\displaystyle V_{1}} в модуль над кільцем {\displaystyle K[G]}. Перевірка аксіом модуля тривіальна, тому що {\displaystyle \sigma } є представленням. {\displaystyle V_{2}} аналогічно, замінюючи {\displaystyle \sigma } на {\displaystyle \tau }, буде модулем над {\displaystyle K[G]}, а рівність {\displaystyle \tau _{g}f=f\sigma _{g}} те, що відображення {\displaystyle f} є гомоморфізмом модулів. Так як {\displaystyle \sigma } і {\displaystyle \tau } є незвідними, а це означає простоту {\displaystyle V_{1}} і {\displaystyle V_{2}} як модулів над {\displaystyle K[G]}, то перша частина леми доведена.
Для доведення другої частини використовуємо відоме твердження лінійної алгебри про існування власного вектора {\displaystyle x\neq 0} для скінченновимірного простору над алгебраїчно замкнутим полем, що відповідає власному значенню {\displaystyle \lambda }, {\displaystyle f(x)=\lambda x}.
Для будь-якого елемента {\displaystyle g\in G} маємо {\displaystyle \sigma _{g}(f-\lambda \operatorname {id} )=(f-\lambda \operatorname {id} )\sigma _{g}}, причому для власного вектора {\displaystyle (f-\lambda \operatorname {id} )(x)=0,} отже {\displaystyle f-\lambda \operatorname {id} } по першій частині леми є нульовим гомоморфізмом, отже {\displaystyle f} є множенням на деякий {\displaystyle \lambda }.